# Tao-Klardżeti
Tao-Klardżeti – państwo w południowo-zachodniej części ziem gruzińskich, założone przez Aszota z gruzińskiego rodu Bagratydów.

## Zarys historii
W latach 60. VIII w. Adarnase Bagrationi z iberyjskiej linii rodu Bagratydów nabył dobra Klardżeti, należące do Bizancjum. Jego energiczny syn Aszot przyłączył do nich także sąsiadujące Tao, zakładając tym samym niewielkie państwo Tao-Klardżeti, wasalne względem Cesarstwa Bizantyńskiego. Cesarz nadał mu tytuł strażnika pałacu (kuropalatesa). W kolejnych latach znaczenie Tao-Klardżeti było coraz większe. Adarnese IV, wnuk Aszota, był już na tyle silny, by obwołać się królem Gruzinów, co zdaniem części badaczy gruzińskich oznaczało uzyskanie całkowitej niezawisłości, według innych zaś dowodziło jedynie ambicji południowokaukaskiego władcy; równocześnie władcy Tao-Klardżeti nadal posługiwali się tytułem kuropalatesa.
Za panowania Dawida III (961-1001) Tao-Klardżeti stało się najpotężniejszym państwem na Kaukazie Południowym. Król ten zdołał wykorzystać wewnętrzne konflikty w Bizancjum. Wsparł cesarza Bazylego II przy tłumieniu powstania Bardasa Sklerosa, za co otrzymał w dożywocie tereny przygraniczne, do jeziora Wan.
Nie mając męskich potomków, Dawid III mianował swoim następcą tronu Bagrata, następcę tronu Kartlii, a od 978 także króla Abchazji. Władca ten zdołał skupić w swoim ręku władzę w Tao-Klardżeti, Kartlii i Abchazji, tym samym kontrolując najważniejsze ziemie gruzińskie. Następca Bagrata III, Jerzy I, bez powodzenia bronił terytoriów Tao-Klardżeti przed Bizancjum. Cesarz Bazyli II, obawiając się wzrostu znaczenia zjednoczonej Gruzji, rozpoczął z nią w 1021 wojnę, pod pretekstem odzyskania ziem nadanych niegdyś w dożywocie Dawidowi III. Wojna trwała nadal za panowania kolejnego króla Gruzji, Bagrata IV, który zdołał zawrzeć pokój z cesarzem Romanem Argyrosem. Kolejny cesarz, Konstantyn IX Monomach, na nowo wszczął wojnę i toczył ją ze znacznym powodzeniem, tym bardziej, że przeciwko Bagratowi IV wystąpiła część gruzińskich feudałów, zaniepokojonych umacnianiem się centralnej władzy królewskiej. Część Tao-Klardżeti znalazła się wskutek wojen w granicach Bizancjum.
Część Tao-Klardżeti pozostawała w granicach zjednoczonej Gruzji do rozpadu królestwa w XV w. Znalazła się wówczas w granicach nowo powstałego księstwa Samcche-Saatabago. Ziemie te w XVI w. zostały wcielone do Turcji.